# Zohran Mamdani
Zohran Kwame Mamdani (ur. 18 października 1991 w Kampali) – amerykański polityk pochodzenia ugandyjsko-indyjskiego. Od 2021 roku członek New York State Assembly. Kandydat Partii Demokratycznej na burmistrza Nowego Jorku w 2025 roku.

## Życiorys
Urodził się w Kampali w pochodzącej z Indii rodzinie. Jego matka, Mira Nair, jest reżyserką filmową, zaś ojciec, Mahmood Mamdani, profesorem na Uniwersytecie Columbia. Mamdani wychowywał się w Kapsztadzie, a następnie od siódmego roku życia w Nowym Jorku. Ukończył studia afrykańskie (Africana Studies) na Bowdoin College w 2014 roku. Po ukończeniu studiów był doradcą zajmującym się kwestią przejęć nieruchomości i pomocą osobom zagrożonym eksmisją. W 2018 roku został obywatelem amerykańskim. Pobocznie próbował swoich sił jako raper lokalnej sceny pod pseudonimami Young Cardamom i Mr. Cardamom.
W 2020 roku został wybrany na reprezentanta do niższej izby legislatury stanu Nowy Jork z dystryktu obejmującego dzielnicę Astoria, będącą częścią Queens. Dwukrotnie uzyskał reelekcję.
W 2021 roku uczestniczył w 15-dniowym strajku głodowym nowojorskich taksówkarzy, domagających się umorzenia długów.
W 2025 roku wystartował jako kandydat w prawyborach Partii Demokratycznej przed wyborami na burmistrza Nowego Jorku. W kilka miesięcy zanotował ogromny wzrost poparcia: od 1% w lutym do 32% w ostatnim sondażu przed prawyborami, co dałoby mu drugie miejsce w pierwszej rundzie głosowania po Andrew Cuomo. Ten sam sondaż przewidywał również zwycięstwo Mamdaniego nad Cuomo po przeliczeniu wszystkich głosów preferencyjnych. Jego kandydaturę poparli reprezentantka Alexandria Ocasio-Cortez oraz senator Bernie Sanders, a także związek zawodowy United Auto Workers. Po ogłoszeniu 24 czerwca cząstkowych wyników (z 93% komisji), w których wbrew sondażom zajął pierwsze miejsce i uzyskał 43,5% głosów pierwszego wyboru, ogłosił zwycięstwo. Uplasowany na drugim miejscu Andrew Cuomo (36,4%) przyjął swą porażkę. Jako domniemany kandydat Partii Demokratycznej Mamdani stał się tym samym faworytem w listopadowych wyborach na burmistrza.

## Poglądy
Mamdani identyfikuje się jako demokratyczny socjalista. Obok Partii Demokratycznej jest też członkiem Demokratycznych Socjalistów Ameryki.
W kampaniach wyborczych skupia się na kwestiach ekonomicznych związanych z poziomem życia. Opowiada się m.in. za darmowym dostępem do opieki nad dziećmi, darmową komunikacją miejską, zamrożeniem cen najmu mieszkań oraz subsydiowaniem sklepów spożywczych przez miasto. Proponuje podniesienie podatków dla najbogatszych w celu sfinansowania programów socjalnych, w tym podniesienie podatków korporacyjnych i nałożenie nowego podatku dochodowego na mieszkańców zarabiających ponad 1 milion dolarów rocznie. Popiera podniesienie godzinowej płacy minimalnej do poziomu 30$ do 2030 roku. 
Istotną częścią jego postulatów jest walka z nowojorskim kryzysem mieszkalnictwa. Podczas kampanii w 2025 r. mówił, że chce wybudować w ciągu najbliższej dekady 200 tysięcy nowych, przystępnych cenowo mieszkań pod wynajem oraz podwoić wydatki na remonty budynków dla 400 tysięcy lokatorów mieszkań komunalnych w Nowym Jorku. 
Jest zaangażowany aktywistycznie na rzecz Palestyny. Ostro potępia rząd Izraela i ludobójstwo w Strefie Gazy. W 2023 r. przedstawił projekt ustawy zakładający likwidację zwolnienia podatkowego dla nowojorskich organizacji powiązanych z izraelskim osadnictwem. Część jego propalestyńskich wypowiedzi została skrytykowana jako antysemicka przez United States Holocaust Memorial Museum oraz Ligę Antydefamacyjną. W odpowiedzi na krytykę Mamdani podkreśla znaczenie powszechnych praw człowieka i potrzebę zwalczania wszelkich form nienawiści, w tym antysemityzmu i islamofobii. Mamandi podkreśla różnicę między antysyjonizmem, a antysemityzmem. W swej kampanii na burmistrza zawarł postulat zwiększenia o 800% środków na program przeciwdziałania przestępstwom motywowanym nienawiścią. Uważa, że „Izrael ma prawo do istnienia jako kraj z równością praw".
Podczas kampanii wyborczej obiecywał utrzymanie i wzmocnienie praw społeczności LGBT+, w tym utworzenie specjalnego biura zajmującego się wspieraniem tych osób. Twierdził, że Nowy Jork musi być schronieniem dla tej grupy. 
Utożsamia się ze swymi afrykańskimi korzeniami, widząc w nich powód do dumy. Bliskie są mu wartości panafrykanizmu, reprezentowane m.in. przez pierwszego przywódcę niepodległej Ghany, Kwamego Nkrumaha, po którym otrzymał drugie imię.

## Życie prywatne
Jest żonaty z Ramą Duwaji, artystką syryjskiego pochodzenia. Jest muzułmaninem nurtu szyickiego. Mieszka w dzielnicy Astoria w nowojorskim Queens.
Jest kibicem angielskiego klubu Arsenal.